# Every One of Us
Every One of Us ist ein Studioalbum von Eric Burdon and the Animals aus dem Jahre 1968. Es wurde nur in den USA veröffentlicht. Manche Stücke daraus wurden jedoch auch in Sampler-LPs, die in Europa produzierten, aufgenommen.

In dem 19-minütigen Stück New York 1963—America 1968 befasst sich Eric Burdon mit den kulturellen, sozialen und politischen Verhältnissen in den USA, die er dort 1964 und später wieder 1967/68 vorfand und die ihn einerseits faszinierten, andererseits schockierten (wie der Mord an Präsident Kennedy). Zitat aus dem Song: 

„And when I got to America, I say, it blew my mind.“

Teil des Stücks ist auch ein Interview, das mit einem schwarzen US-Amerikaner, ehemaliger Kampfpilot, geführt wurde, der über die Verhältnisse in den USA, die Armut, die Diskriminierung der Schwarzen und die Gleichgültigkeit der Behörden ihnen gegenüber berichtet. Dieser beklagt sich auch darüber, dass die Betroffenen zwar schimpfen, aber nicht in der Lage sind, sich gemeinsam zu wehren und die Verhältnisse zu ändern.

## Titel
Soweit nicht anders angegeben, sind alle Stücke von Eric Burdon komponiert und getextet.
Seite 1:
- White Houses (3:53)
- Uppers and Downers (0:24)
- Serenade to a Sweet Lady (Instrumentalstück; John Weider) (6:17)
- The Immigrant Lad (6:15)
- Year of the Guru (5:25)

Seite 2:
- St. James Infirmary (Traditional, arranged by Burdon, Weider, Jenkins, McCulloch, Briggs) (5:03)
- New York 1963—America 1968 (Burdon, Bruno) (18:48)